# Svanshóll
Svanshóll est un village du Bjarnarfjörður à l'est des Vestfirðir en Islande.

## Toponymie
Le nom du village vient de Svan, un magicien figurant dans la Saga de Njáll le Brûlé, cousin de Hallgerður langbrók Höskuldsdóttir, fils de Björn qui donna son nom au Bjarnarfjörður et de Ljúfa d'après le Landnámabók. 

## Géographie
Les sources chaudes sont nombreuses autour de Svanshóll. Sur les hauteurs, en dehors du village, se trouve un ravin où coule un petit ruisseau appelé Svansgjá. Il donnait autrefois sur le passage de Svan au nord dans le Kaldbaksvík, passait dans la montagne, et ressortait dans le ravin de Svangjá du mont Kalbakshorn. Halldórsstaðir, une ferme abandonnée, se trouve dans le Svanshólaland, en face de Skarður, au nord.

## Svan de Svanhóll
Svan de Svanhóll fut le premier sorcier connu de la région. Il est mentionné dans le Landnámabók comme étant le fils de Björn qui a donné son nom au Bjarnafjöður, ainsi que dans la littérature islandaise ancienne. Dans la saga de Njál le brûlé, Svan est décrit comme « très talentueux » et « malfaisant ». 
Il figure entre autres dans la Grettis saga et la saga de Laxdæla, et exerce une influence considérable sur le cours des événements dans la saga de Njáll le Brûlé. Oncle maternel de Hallgerður, il offre à celle-ci son assistance dans son épreuve de mariage. il se dresse contre Thjóstólf après que celui-ci a tué son serviteur Thorvald, et se défend ceux qui le recherchent après par la magie et par la lutte.
Lorsque les gens de la vallée montèrent au col du Bjarnarfjörður pour venger Thorvald, Svan fut assisté des fylgjur. Il demanda à Thjóstólf de venir avec lui, enroula une peau de chèvre au dessus de sa tête et dit :
```
Verði þoka
             Que soit le brouillard

ok verði skrípi
        et que soit l'étrange

ok undur öllum þeim,
   et le prodige pour tous ceux

er eptir þér sækja.
    qui te combattent. 
```

Alors le col du Bjarnarfjord s'embruma et les gens de la vallée n'y virent plus rien. Ils tombaient sur le dos et perdaient leurs chevaux, s'égaraient dans la tourbière et dans les bois, égaraient leurs armes. Par trois fois, ils essayèrent de passer le col, mais le brouillard s'installait à chaque fois, pour se retirer quand ils partaient.
Dans la tradition, Svan prit ensuite un raccourci vers la mer et descendit le ravin jusqu’au village de Svanshóll pour se rendre à Kaldbaksvík, au nord des montagnes, où il devint pêcheur. On raconte ensuite que, pendant qu'il ramait par fort vent d'est, son bateau se perdit. Les pêcheurs à Kaldbakur auraient alors vu Svan monter le Kaldbakhorn où il fut bien accueilli. Il semble avoir été autrefois courant de croire que les hommes allaient dans les montagnes à leur mort.